# 森島武芳
森島 武芳（もりしま たけよし、1986年（昭和61年）8月22日 - ）は、日本の政治家。栃木県矢板市長（1期）。元矢板市議会議員（1期）。

## 来歴
栃木県矢板市出身。私立すみれ幼稚園、矢板市立矢板小学校、矢板市立矢板中学校、栃木県立宇都宮高等学校、筑波大学、同大学院博士前期課程修了。2011年に株式会社リクルートに入社、企画、営業、渉外を担当し、社内では課長職に従事する。2021年に妻子と矢板市に戻る。リクルートは2023年初めに退職した。
2023年4月、矢板市議会議員選挙に立候補し、トップで当選した。
矢板市議を1期途中に辞職し、2024年4月の矢板市長選挙に立候補し、現職の齋藤淳一郎を破り、初当選。
※当日有権者数：26,067人 最終投票率：65.11%（前回比：6.73pts）
| 候補者名   | 年齢 | 所属党派 | 新旧別 | 得票数  | 得票率 | 推薦・支持 |
| ---------- | ---- | -------- | ------ | ------- | ------ | ---------- |
| 森島武芳   | 37   | 無所属   | 新     | 9,542票 | 56.62% |            |
| 齋藤淳一郎 | 51   | 無所属   | 現     | 7,311票 | 43.38% |            |

## 人物
趣味はゴルフと釣り。小学校時代は水泳、学童野球、剣道、アルペンスキー、ピアノ教室に通い、学生時代は剣道部とアルペンスキー部に所属した。お笑い芸人の野澤輸出とは宇都宮高校の同級生。